# Castelul de la Prangins

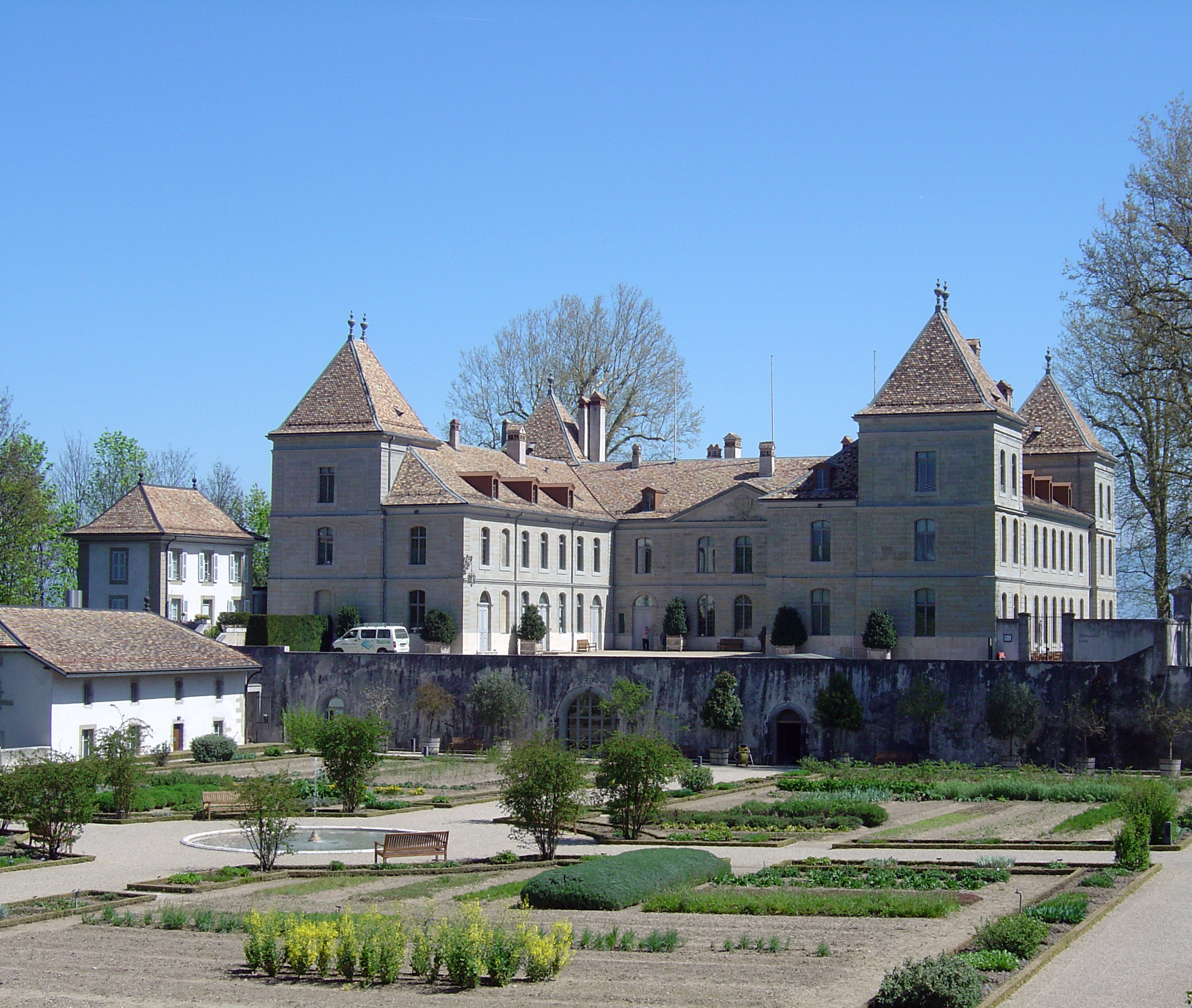
Castelul de la Prangins

Castelul de la Prangins este un castel din Prangins, cantonul Vaud, Elveția. Este un monument istoric.